# 다곤
다곤 또는 다간(수메르어: 𒀭𒁕𒃶 dda-gan; 페니키아어: 𐤃𐤂𐤍 Dāgān)은 고대 시리아와 유프라테스강 중부에서 숭배되었던 신이다. 주요 신전은 투툴과 테르카에 있었지만, 마리와 에마르 같은 도시에서도 숭배되었다. 유프라테스강 상류 지역에 위치한 정착지에서는 메소포타미아의 엔릴이나 후르리의 쿠마르비와 유사하게 "신들의 아버지"로 여겨졌으며, 땅의 주인, 번영의 신, 왕권의 원천으로도 여겨졌다. 해당 지역에서 발견된 인명에 사용된 예가 많아 인기 있는 신이었음을 알 수 있다. 메소포타미아 동쪽에서도 숭배되었는데, 많은 통치자들이 그를 서부 지역에 왕권을 부여할 수 있는 신으로 여겼다.
다곤에 대한 언급은 해안 지역보다 주로 북부 도시 우가리트에서 발견된다. 구약성경에 따르면 다곤은 블레셋인의 민족신으로 아슈도드와 가자에 신전이 있었다고 하지만, 이를 뒷받침하는 성경 외적인 증거는 없다. 포말하우트 b로 명명된 외계 천체는 다곤의 이름을 따서 명명되었다. 성경에서는 바알과 함께 대표적인 우상 및 이방신으로 표현된다. 서기 19-20세기 초부터 다곤은 반인반어 형상을 한 아시리아 부조와 연관지어졌고, 생선과 어업의 신으로 잘못 알려졌다.

## 어원
다곤의 이름에 대해서는 여러 가지 기원이 제안되었다.
비블로스의 필로에 따르면, 페니키아 작가 산쿠니아톤은 다곤을 "곡물"(siton)을 뜻하는 단어로 설명했다. 역사가 만프레드 후터는 이 신의 이름이 '*dgn'(흐리다)이라는 어근에서 유래했을 가능성이 있다고 보는데, 그는 이를 다곤이 원래 날씨의 신이었다는 징조로 해석한다. 그러나 다곤이 날씨의 신이었다는 생각은 이 신을 연구하는 대부분의 연구자들에 의해 부정된다(아래 #다곤과 날씨 신들 섹션 참조).
루이스 펠리우는 그의 단행본 《청동기 시대 시리아의 다곤 신》에서 이 두 이론을 모두 거부하고, 다곤의 이름이 시리아 내륙에서 사용되던 셈어 이전 언어에서 유래했다고 결론짓는다. 이 이론은 알폰소 아르키에 의해서도 지지된다. 아슈타비, 이샤라, 쿠바바를 포함한 다른 많은 고대 시리아 신들도 이러한 기층에서 유래한 것으로 간주된다.
중세 성경 주해에서 히브리어 단어 "물고기"(히브리어: דג, hbo)와의 연관성은 다곤을 물고기 형태의 물의 신으로 잘못 해석하게 만들었다.

## 신성 계보 및 혼합주의
다곤의 혈통이나 창조에 대해 다루는 알려진 문헌은 없다. 그의 아내는 샬라시였는데, 투툴과 다른 곳에서는 잘 증명되었지만 테르카의 다곤 숭배와 관련된 자료에서는 찾아볼 수 없는 것 같다. 그들의 자녀는 하다드 (우가리트의 바알과 유사) 그리고 아마도 헤바트였는데, 그녀는 고대 알레포의 애도 의식에서 다곤과 샬라시와 함께 언급된다. 다니엘 슈웨머는 다곤이 항상 "신들의 아버지"로 여겨졌음에도 불구하고, 후르리의 영향으로 날씨 신의 아버지로만 알려졌을 가능성이 있다고 본다.
윌프레드 G. 램버트는 1980년에 이샤라가 때때로 다곤의 아내로 여겨졌다고 보았다. 이 이론은 제레미 블랙과 안토니 그린의 《고대 메소포타미아의 신, 악마, 상징》과 같은 오래된 참고 문헌에 사실처럼 인용되지만, 현재는 이견이 많다. 루이스 펠리우는 다곤에 대한 연구에서 이 두 신성 간의 연관성은 메소포타미아에서 신전을 공유하는 것에 국한되었으며, 서부 지역 출신이라는 점과 메소포타미아 신학자들의 눈에는 외국의 신성이라는 공통된 지위 때문이었을 가능성이 가장 높다고 결론짓는다. 그는 또한 바빌로니아 외의 지역, 특히 두 신이 가장 흔히 숭배되던 시리아 지역에서는 이들이 밀접하게 연결되어 있다는 어떠한 징후도 없다고 지적한다. 그는 또한 램버트가 이샤라를 하부르강의 여신인 하부리툼과 동일시했다고 언급하는데, 하부리툼 역시 메소포타미아 문헌에서 다곤과 연관되어 나타난다. 펠리우와 알폰소 아르키 모두 하부리툼과 이샤라가 동일한 문서에 나란히 나타날 수 있으므로 동일한 신성의 두 이름일 수 없다고 지적한다. 아르키는 하부리툼이 벨레트 나가르와 유사했을 가능성이 더 높다고 본다. 펠리우와 마찬가지로 그는 다곤이 이샤라의 남편으로 여겨진 적이 없었을 것이라고 본다. 그는 후자의 성격이 이슈타르의 성격과 유사하다고 지적한다.

### 다곤, 엔릴, 쿠마르비
메소포타미아에서 다곤은 "신들의 아버지"라는 공통된 역할 때문에 엔릴과 동일시되었다. 이러한 동일시는 결국 신 목록 안=아눔에 의해 성문화되었으며, 이는 또한 그들의 배우자를 서로 동일시했다. 그러나 이 동일시에서 어느 쪽이 주된 신으로 여겨졌는지는 다양했다. 마리에서는 다곤이 엔릴의 별칭을 받았으며, 에마르에서는 표어문자적 표기인 dKUR(엔릴의 별칭 dKur-gal(위대한 산)의 축약형)이 청동기 시대 후기 다곤의 이름을 나타냈다. 이러한 동일시가 에마르의 도시 신의 이름을 dNIN.URTA로 표어문자적으로 표기하는 원인이 되었는지는 불분명하다. 왜냐하면 에마르의 신은 다곤의 주된 아들인 하다드(이름은 dIŠKUR로 표어문자적으로 표기됨)일 가능성이 낮고, 시리아의 후르리 자료에서는 dNIN.URTA가 날씨 신이 아니라 전쟁의 신 아슈타비이기 때문이다.
후르리 전통에서 다곤은 쿠마르비와 동일시되었지만, 이는 각 판테온에서 공유하는 고위직 때문이었다. 그럼에도 불구하고 쿠마르비는 "후르리인의 다곤"으로 불렸고, 샬라시는 이러한 혼합적 과정 때문에 그의 배우자로 여겨졌다. 그러나 그녀는 쿠마르비에 대한 후르리 신화에는 등장하지 않는다.

### 다곤과 날씨 신들
다곤의 아내 샬라시의 이름과 메소포타미아의 아다드(하다드)의 아내 샬라의 이름이 비슷하다는 점 때문에, 일부 연구자들은 두 여신이 동일하며 다곤 또한 날씨 신이었을 가능성이 있다고 결론짓는다. 그러나 다곤이 그러한 역할을 수행했거나 날씨 신들과 혼동되었다는 명확한 증거는 없다.

### 다곤과 니사바
시리아 도시, 예를 들어 할랍과 우가리트의 일부 문서에서 표어문자 d니사바는 다곤을 나타낸다. 알폰소 아르키가 언급했듯이, 서셈어와 같은 우가리트어에서 다곤의 이름은 곡물(우가리트 문자 텍스트에서는 dgn)을 뜻하는 단어와 동음이의어였으며, 그의 이름을 dNISABA로 표어문자적으로 표기한 것은 서기관들 사이에서 유행하던 일종의 언어 유희였을 가능성이 높다. 이는 메소포타미아의 필기의 여신 니사바의 이름 또한 단순히 "곡물"로 이해될 수 있었다는 사실에 의존한 것이다.

## 성격
다곤의 성격은 메소포타미아에서 유사한 지위를 가졌던 신들(예: 엔릴 또는 마르두크)과 비교하여 연구하기 어렵다. 이는 그에 대한 신화적 서사나 찬송가가 부족하고 다른 문서의 수가 비교적 적기 때문이다. 그럼에도 불구하고 연구자들은 그의 역할 중 일부를 파악할 수 있었다.
에마르, 알레포, 마리 지역의 자료들은 다곤이 전형적인 "신들의 아버지"이자 창조자 역할을 했음을 증명한다. 그의 성격의 이러한 측면은 에마르의 주크루 축제와 관련된 "자손의 주인"이라는 별칭으로 예시되었을 가능성이 높다. 그가 장례 제물과 연결된 것은 신성한 조상으로서의 역할의 연장선상에 있었을 가능성이 높으며, 그를 지하 세계의 신으로 간주하는 현대 이론은 대부분 잘못된 것일 가능성이 높다.
다곤의 가장 잘 기록된 역할 중 하나는 풍성한 곡물 수확을 보장하는 것이었다. 그러나 그는 농경신이라기보다는 전반적인 번영의 근원이었다.
기원전 3천년에 투툴의 다곤은 통치자들에게 왕권을 부여한다고 믿어지는 신이었다. 그는 마리에서도 비슷한 역할을 했다. 그가 맹세의 신성한 증인으로 불릴 수 있었다는 증거도 있다.
에블라 문헌에 따르면 다곤의 속성은 전차와 철퇴였다.

## 숭배
다곤의 주요 숭배 중심지는 투툴이었는데, 이곳의 성직자들은 전통적인 통치 형태에 관여했을 가능성이 높고, 또 다른 중심지는 테르카(마리 근처)였으며, 이곳에는 그의 신전 에-키시가("집, 고요한 곳")가 위치해 있었다. 다곤 숭배는 이 도시들로부터 넓은 지역으로 퍼져나갔는데, 그의 주요 중심지들이 그 자체로 주요 정치 세력은 아니었지만, 알폰소 아르키에 따르면 이는 하다발(기원전 3천년 오론테스강 상류 계곡의 신)과 할랍의 하다드의 경우와 비교될 수 있다. 투툴과 테르카 외에도 다곤이 신전이나 성소를 소유했던 정착지로는 마리, 수바툼(마리 근처), 우라(유프라테스강 좌안), 하쿨란, 샤가라툼, 자리-암난, 다슈라, 이다-마라스(하부르 삼각주), 아드마툼(아슐라카 왕국의 마을), 그리고 에마르와 그 주변의 여러 위치 불명의 마을들이 있다.
에블라에서는 다곤이 주로 "투툴의 주님"(dBAD Du-du-luki) 또는 "나라의 주님"(dBAD KALAMTIM)과 같은 칭호로 언급되었지만, 인명에서는 음성 철자를 찾을 수 있다. 벨 테르카, 즉 "테르카의 주님"으로 그를 언급하는 에블라 출처도 알려져 있다. 샬라시는 이 시기에도 이미 그의 아내로 여겨졌다. 나가르 도시의 대표자들은 나가르의 왕에게 투툴에 있는 다곤 신전에서 에블라 왕에게 충성을 맹세했는데, 이는 중립적인 제3자로 여겨졌다. 에블라 문헌에 알려진 다른 신들, 예를 들어 하다발과 쿠라(Kura)는 도시가 함락된 후 기록에서 사라졌지만, 다곤의 숭배는 계속되었고 그 명성을 유지했다.
마리에서는 다곤과 아두(하다드)가 왕의 수호신이었으며 대관식에서 중요한 역할을 했다. 마리의 여러 왕들은 다곤을 자신들의 권위의 원천으로 여겼다. 짐리-림의 통치 기간 동안 다곤은 축제 기간 동안 가장 많은 제물을 받은 신들 중 하나였으며, 공식 제물 목록에서 유사하게 기념된 다른 신들로는 현지 왕조의 수호신 이투르-메르, 안누니툼, 네르갈, 샤마쉬, 에아, 닌후르사그, 아두(하다드) 및 벨레트 에칼리(니네갈)가 포함되었다. 짐리-림의 아내 쉬브투는 한 편지에서 다곤, 샤마쉬, 이투르-메르, 벨레트 에칼리, 아두를 "나를 위한 동맹"이자 "나의 주군 곁을 가는" 신들로 열거했다. 테르카 신전은 짐리-림과 밀접하게 관련되어 있었다. 그의 통치 기간의 한 자료는 그의 대관식을 축하하기 위해 알레포에 있는 하다드 신전에서 테르카에 있는 다곤 신전으로 무기가 보내졌으며, 이는 그의 통치를 합법화하기 위한 것이었을 가능성이 높음을 증명한다. 이 의식용 물건은 우가리트의 바알과 얌의 전투(바알 순환)에서 날씨 신이 바다와의 전투에서 휘두른 철퇴를 나타냈을 가능성도 있다. 테르카의 다곤 성직자들과 짐리-림 사이의 긴밀한 관계에도 불구하고, 그는 투툴 주민들에게 호의적이지 않았으며, 적어도 한 경우 그의 관리들의 존재는 다곤의 의식을 방해하는 것으로 여겨졌다.
에마르에서 다곤은 제물 목록에서 날씨 신(바알/하다드)과 도시 신(이름은 NIN.URTA로 표어문자적으로 기록됨)보다 앞서는 가장 높은 신이었다. 이 지역에서 그에게 바쳐진 중요한 축제는 이른바 에레브 다곤("다곤의 입장")이었다. 이는 동일 지역에서 증명된 라가말이나 벨레트 나가르와 같은 신들의 축제와 유사하게, 조각상의 숭배 여행 형태를 띠었다. 그는 주크루 축제 기간에도 기념되었다. 에마르 문헌에서 알려진 그에게 바쳐진 또 다른 축제는 키수(kissu)였는데, 이는 아마도 남쪽으로 더 떨어진 샤타피라는 도시에서 열렸을 것이다. "키수"라는 용어의 정확한 의미는 불확실하여, 이러한 축제의 성격과 특정 신들의 역할은 파악하기 어렵다. 지하 세계의 신들인 슈왈라와 우구르의 존재는 이것이 주기적인 신성한 죽음과 부활을 나타내며, 아마도 다곤의 배우자의 죽음과 부활을 나타낼 수 있다는 제안이 있었지만, 이는 여전히 추측에 불과하다.
기원전 1400년경 옛 독립 하나 왕국 지역을 통치했던 함무-라피는 "일라바와 다곤의 총독"이라는 칭호를 사용했다.
자료 부족으로 인해 다곤 숭배의 후기 역사는 불분명하지만, 후대에는 그가 더 이상 유프라테스 상류 지역의 수석 신이 아니었음은 분명하다. 기원전 1천년기 자료에서 알려진 아람인 판테온의 수장은 하다드였다.

### 메소포타미아의 수용
메소포타미아 통치자들은 다곤을 서부 지역(예: 고대 시리아)의 군주로 여겼고, 그 지역에서 자신들의 정복을 가능하게 해 준 것에 대해 그에게 감사했다. 비문들은 다곤이 사르곤에게 "상부 지역"과 특히 에블라, 마리, 야르무티 시, 그리고 "삼림과 은산"처럼 멀리 떨어진 지역에 대한 통치권을 부여했다고 기록한다. 다곤의 은총을 얻기 위해 사르곤은 투툴에서 그에게 기도했다. 나람신의 통치 기간에 작성된 비문은 그의 제국의 서부 변경 지역의 주민들("울리슘 시까지")을 "다곤 신이 그에게 준 사람들"이라고 묘사한다.
메소포타미아 문헌에서 다곤은 때때로 수메르와 아카드의 위대한 도시 신들과 동등한 지위로 간주된다. 한 문헌은 "에안나의 이슈타르, 니푸르의 엔릴, 투툴의 다곤, 케시의 닌후르사그, 에리두의 에아"라는 공식을 사용한다.
우르 제3왕조 시대에는 시리아와 메소포타미아 정치체 통치자들 간의 결혼이 메소포타미아 남부에서 다곤, 이샤라 및 하부리툼과 같은 다른 서부 신들의 숭배 확산에 기여했을 가능성이 높다. 니푸르에서는 다곤이 이샤라와 신전을 공유했는데, 이는 아마르-수엔의 통치 기간에 처음 증명되었다. 두 신은 모두 마리에서 유입되었을 가능성이 높으며, 서북부 기원과 메소포타미아 신학자들의 눈에 외국 신성이라는 공통된 지위로만 연결되었다. 이신의 이슈비-에라는 아모리인 출신으로 추정되며 우르의 입비신은 "마리 사람"이자 "비수메르인 출신 여행 잡상인"으로 묘사되었는데, 문서에서 다곤을 자주 언급했다. 이슈비-에라의 여러 후계자들도 신성 이름을 통해 다곤을 불렀는데, 그들 중에는 이딘-다간과 이슈메-다간이 있다. 그들은 또한 이신과 우르에 있는 그의 신전 복원에도 참여했다. 다곤과 엔릴 간의 혼합의 일부 측면은 이 왕조에 기인할 수 있는 것으로 보인다.
몇몇 아시리아의 초기 아모리인 왕들은 비문에서 다곤을 언급하는데, 예를 들어 샴시-아다드 1세는 테르카에 있는 다곤 신전 확장을 묘사하는 문서에서 자신을 "다곤의 숭배자"라고 칭했다. 다른 곳에서는 자신을 "다곤의 사랑을 받는 자"라고 칭했다. 그러나 그의 아들 야스마-아닷의 비문은 "투툴에 거하는 물릴[엔릴](...)"을 언급한다.
다곤의 슈브투(일종의 성소)는 바빌론의 에사길 신전 단지의 문 중 하나인 카-우데-바바르 근처에 있었다.
이티-마르둑-발라투(이신 제2왕조의 왕, 중기 바빌로니아 시대)는 자신을 다곤의 섭정으로 칭했다.
기원전 9세기 아시리아 황제 아슈르나시르팔 2세의 석비는 아슈르나시르팔을 아누와 다곤이 총애하는 자로 언급한다. 그러나 이 문구는 단순히 문학적 유물일 수도 있다.

#### 신화
메소포타미아의 신 목록인 《안=아눔》에서 다곤은 엔릴의 권역에 배치되었는데, 이는 이샤라와 같은 다른 서부 신성과 유사하다. 같은 문서에서는 그를 엔릴과 동일시하고 그의 아내 샬라시를 닌릴과 동일시한다.
메소포타미아에서 다곤이 신들과 엔메샤라 사이의 충돌에 대한 잘 알려지지 않은 전통과 연결되어 있다는 몇 가지 증거가 있다. 예를 들어 "다곤의 권위로 [신들이] 옛날부터 엔메샤라를 지키고 있었다"는 구절이 알려져 있다. 그러나 윌프레드 G. 램버트에 따르면, 이 맥락에서 다곤은 별개의 신이라기보다는 엔릴의 동의어일 수도 있다.
단편적인 신화 《우라쉬와 마르두크》(여기서 딜바트의 남신이며 대지의 여신이 아님)는 다곤을 언급하는데, 마찬가지로 이 맥락에서 엔릴과 완전히 동일시될 가능성이 높다.
전쟁의 왕 서사시에서 사르곤의 상대자로 등장하는 전설적인 푸루샨다의 왕은 누르-다간이라는 이름을 지니고 있다.

### 우가리트
해안 도시 우가리트의 증거는 결정적이지 않다. 처음에 종종 다곤의 신전으로 식별되었던 신전이 엘이 아닌 그에게 바쳐졌는지 여부는 학술 논쟁의 대상이다.
우가리트의 신과 제물 목록에서 다곤은 때때로 엘 뒤에 오지만 바알보다 앞에 온다. 이러한 예는 두 가지가 알려져 있지만, 여섯 가지 경우에는 다곤이 엘과 바알 뒤에 온다. 사교상에 대한 주문에는 다곤이 바알과 함께 언급되고, 엘은 하우룬과 짝을 이룬다.
다곤은 우가리트에서 알려진 여섯 개의 신성 이름에 나타나며, 표어문자 표기인 dKUR로 일곱 번째에도 나타날 수 있다. 비교하자면, 바알은 201개에 나타나며, 추가로 36개는 하두 형식을 사용한다. 비교하자면, 마리에서 알려진 문서에서 하다드는 159개의 이름에 나타나는 반면, 다곤은 138개에 나타난다. 그러나 우가리트에서 알려진 이름 중 단 17%만이 신성 이름인데, 이는 일부 신들의 인기를 추정할 때 얼마나 대표적인지 파악하기 어렵게 만든다. 또한, 아나트를 포함하여 우가리트의 텍스트에서 두드러진 많은 신들은 인명에서는 흔하지 않은 반면, 메소포타미아의 신 에아는 (현지 신 코타르-와-하시스의 표어문자적 대체물이 아님을 나타내는 음성 표기로) 자주 나타났다.

#### 다곤, 엘, 바알의 부모 관계
다곤은 바알 주기와 같은 우가리트 신화에서 능동적인 역할을 하지 않지만, 바알은 자주 그의 "아들" 또는 "혈통"으로 언급된다. 시 《니칼과 야리크의 결혼》에서 그는 "투툴의 다곤"으로 언급되는데, 이는 우가리트 서기관들이 그를 외국 신으로 여겼음을 시사할 수 있다.
조셉 폰텐로즈는 1957년 논문에서 다곤이 엘과 때때로 동일시되었다고 주장했다. 이는 우가리트에서 중요한 신전을 가졌을 가능성이 있는 다곤이 라스 샴라 신화 텍스트에서 바알의 아버지로만 언급되며 무시당하는 이유와, 우가리트에서 엘의 신전이 발견되지 않은 이유를 설명한다. 최근 연구에 따르면 다곤이 엘과 동일시되었다는 증거는 기껏해야 간접적이다. 신 목록에서 엘은 후르리 신 쿠마르비와 메소포타미아 신 엔릴과 동일시되었고 다곤과는 직접 동일시되지 않았다. 알폰소 아르키는 일부 텍스트에서 두 신이 따로 등장하지만, 다곤이 우가리트 신학에 이질적이었다고 언급한다.
다른 최근 연구들은 신화 텍스트에서 바알의 부모 관계 문제에 대해 다양한 접근 방식을 제시한다. 다니엘 슈웨머는 우가리트 텍스트에서 바알에게 적용된 "다곤의 아들"이라는 별칭이 시리아와 후르리 전통의 영향을 받았다고 제안한다. 노가 아얄리-다르샨은 바알 주기에서 엘과 바알의 관계 묘사는 쿠마르비 주기에서 쿠마르비와 테슙의 관계와 유사하며, 비블로스의 필로가 기록한 헬레니즘화된 페니키아 전통에서 데마루스(바알)는 생물학적 아버지("우라누스")와 양아버지(다곤)를 모두 가지며, 이들은 엘로스(엘; 이 페니키아 신화에서 다곤의 형제)와는 별개라고 말한다. 그녀는 또한 테슙이 태어난 상황 때문에 두 명의 아버지를 가졌다고 언급한다. 한 명은 그를 반대했고 다른 한 명은 그의 권력 상승을 지지했다. 따라서 두 명의 별개 신이 바알의 아버지로 간주되는 것이 반드시 모순되는 것은 아니라고 제안하지만, 그녀는 우가리트와 페니키아 신앙 모두에서 다곤/다간은 시리아 내륙 문화에서 도입된 요소에 불과했으며 그 자체로 중요한 역할을 하지 않았다고 가정한다. 아론 투겐하프트는 바알이 이야기 초기에 엘과 아시라 가족의 구성원이 아니며 따라서 태생적으로 그들의 아들이 아니라 청동기 시대 외교 문서에서 알려진 의미에서 단순히 그들의 자녀의 형제라고 본다. 그는 동맹을 맺은 왕들이 서로를 "형제"라고 불렀듯이, 우가리트 신화에서도 신들이 그랬다고 주장한다.

### 철기 시대 페니키아
시돈의 에슈무나자르 왕(페니키아어 비문, 기원전 5세기)의 석관에 새겨진 비문에는 "게다가, 왕들의 주님은 우리가 행한 중요한 일에 따라 샤론 평원에 있는 강력한 다곤의 땅인 도로와 야파를 우리에게 주셨다"라고 기록되어 있다. 그러나 이 왕은 자신의 도시에 다곤에게 바쳐진 신전을 짓지 않았으며, 이 신은 에사르하돈과 티레의 바알 1세 사이의 조약에서 미미한 역할로만 나타난다. 따라서 그가 페니키아 종교에서 중요했는지 여부는 의심스럽다.

## 후대의 중요성
비블로스의 필로에 따르면 산쿠니아톤은 다곤을 크로노스의 형제로 만들었는데, 둘 다 하늘(우라누스)과 땅(가이아)의 아들이지만, 하다드의 생물학적 아버지는 아니었다. 하다드(데마루스)는 하늘이 그의 아들 엘에게 거세되기 전에 첩과의 사이에서 태어났으며, 그 후 임신한 첩은 다곤에게 주어졌다. 따라서 이 버전에 따르면 다곤은 하다드의 이복형제이자 의붓아버지이다. 비잔틴의 《에티몰로기콘 마그넘》은 다곤을 "페니키아의 크로노스"로 열거한다.
1세기 유대 역사가 플라비우스 요세푸스는 예리코 위에 다곤이라는 이름의 장소를 언급한다. 그러나 다곤의 이름을 따서 명명되었을 가능성이 있는 일부 장소는 실제로는 가나안의 곡물 단어에서 이름을 따왔다고 주장되기도 한다.

### 유대 및 기독교 성경

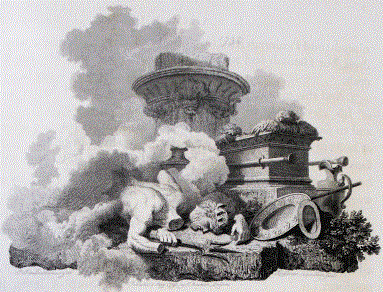
필립 제임스 드 로테르부르의 1793년작 다곤의 파괴 묘사.

히브리어 성경에서 다곤은 블레셋인의 주신으로 세 번 언급된다. 그러나 다곤을 가나안인의 신으로 언급하는 구절은 없다. 성경에 따르면, 그의 신전은 아셀 지파 영토 내의 벳-다곤(여호수아기 19:27)과 가자에 있었다(판관기 16:23, 곧 이어서 삼손이 마지막 행동으로 신전을 파괴하는 내용을 담고 있다). 아슈도드에 위치한 또 다른 신전은 사무엘기상 5:2-7에 언급되었고, 마카베오상 10:83과 11:4에도 다시 언급되었다. 사울 왕의 머리는 그가 죽은 후 다곤 신전에 전시되었다(역대상 10:8–10). 유다 지파에는 벳-다곤이라는 이름의 두 번째 장소도 있었다(여호수아 15.41).
사무엘기상 5:2-7의 기록은 법궤가 블레셋인에게 사로잡혀 아슈도드에 있는 다곤 신전으로 옮겨지는 과정을 다룬다. 다음날 아침 아슈도드 사람들은 다곤의 형상이 법궤 앞에 엎드러져 있는 것을 발견했다. 그들은 형상을 다시 세웠지만, 다음날 아침에도 그것이 법궤 앞에 다시 엎드러져 있는 것을 발견했고, 이번에는 머리와 손이 잘려 '미프탄'(miptān)이라고 번역된 "문지방" 또는 "단" 위에 놓여 있었다. 이 기록은 "오직 다곤만이 그에게 남아 있었다"라는 수수께끼 같은 말인 '라크 다곤 니쉬아르 알라이브'(raq dāgōn nišʾar ʿālāyw)로 이어진다. (70인역, 페시타, 타르굼에서는 여기서 "다곤"을 "다곤의 몸통" 또는 "다곤의 몸"으로 번역하며, 아마도 그의 형상의 아랫부분을 가리키는 것으로 보인다.)
다곤은 서기 4세기경에 쓰여진 에티오피아 마카베오상 (12:12)에도 언급된다.

#### 어신 해석

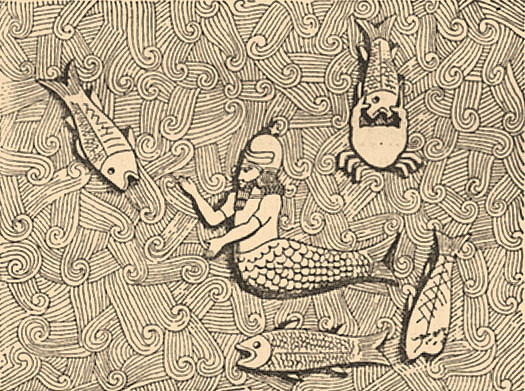
"아프칼루" 부조. 코르사바드 출토.

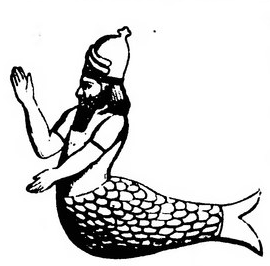
"성경 실용 주석"(1910)에서 20세기 초 학설에 따라 다곤으로 식별된 메소포타미아 어인(쿨룰루) 부조

"물고기" 어원은 늦고 부정확하지만, 19세기와 20세기 초 학계에서는 받아들여졌다. 이는 다곤과 베로수스가 언급한 반어인 오다콘, 그리고 메소포타미아 예술의 "어인" 모티프와의 잘못된 연관으로 이어졌는데, 실제로는 쿨룰루의 묘사이며, 에아 신과 관련된 액막이 생물이다.
'물고기'를 뜻하는 히브리어 단어 dāg/dâg와의 연관성은 11세기 유대 성경 주석가 라시에 의해 제기되었다. 13세기에는 다비드 킴히가 사무엘기상 5.2-7의 "오직 다곤만이 그에게 남아 있었다"라는 문장을 "물고기 형태만이 남아 있었다"라고 해석하며, "다곤은 배꼽 아래로는 물고기 형태(이것이 그의 이름 다곤의 유래이다), 배꼽 위로는 사람 형태를 가졌다고 하는데, 그의 두 손이 잘려나갔다고 한다"라고 덧붙였다. 사무엘기상 5.2-7의 70인역 본문은 다곤 형상의 손과 머리가 모두 부러졌다고 말한다.
"물고기" 어원에 의문을 제기한 최초의 인물은 하르트무트 슈뫼켈로, 1928년 다곤에 대한 연구에서였다. 그는 처음에는 다곤이 원래 "물고기 신"이 아니었지만, 해양 가나안인(페니키아인) 사이에서 '물고기'를 뜻하는 dâg와의 연관성이 이 신의 도상학에 영향을 미쳤을 것이라고 제안했다. 그러나 나중에 그는 이를 중세 시대의 발명품으로 정확하게 식별했다. 현대 연구자들은 이를 받아들이지 않을 뿐만 아니라, 다곤/다간이 해안 지역에서 어떤 중요한 능력으로 숭배되었는지조차 의문을 제기한다.

### 다곤과 마르나스

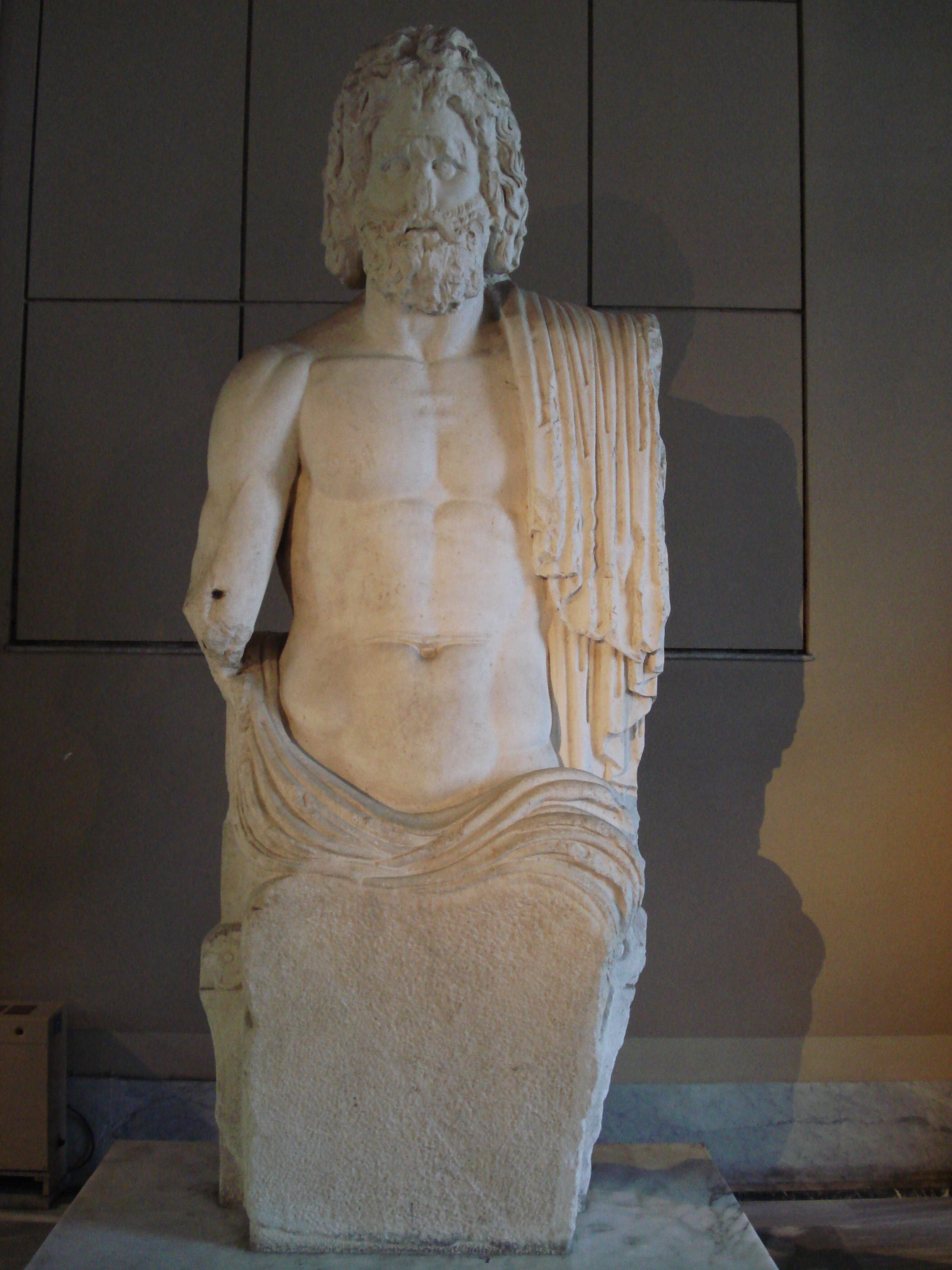
가자에서 출토된 제우스 양식의 거대한 좌상 마르나스. 로마 시대의 마르나스는 가자의 주신이었다(이스탄불 고고학 박물관).

고전 시대에 가자의 중앙 신전은 마르나스(아람어 '마르나', "주님"에서 유래)라는 신에게 봉헌되었다. 이타마르 싱어는 이 이름이 가상적인 블레셋 다곤의 칭호였을 가능성이 있다고 보았지만, 그는 레반트 또는 시리아 신이 아니라 크레타 제우스, 제우스 크레테게네스와 동일시되었다고 언급한다. 그러나 제라드 무시에스는 마르나스와 다곤을 두 개의 별개 신으로 간주한다. 타코 테르프스트라에 따르면 마르나스의 기원은 "불분명"하며, 그의 이름이 아람어에서 유래했다고 볼 수 있지만, 그의 도상학은 헬레니즘 양식을 따른다. 때때로 그는 벌거벗은 모습으로 묘사되는데, 이는 벌거벗고 수염을 기른 제우스와 유사하며, 왕좌에 앉아 있거나 번개를 들고 서 있는 모습이다. 다른 이미지에서는 아폴론과 유사한 형태로, 활을 들고 여성 신상 앞에 받침대 위에 서 있는 모습으로 나타난다. 다양한 묘사에도 불구하고, 동전에 풍부하게 나타나는 그의 모습은 가자 주민들이 그를 높이 존경했으며 이 신을 자신들의 도시와 연관시켰음을 나타낸다. 문헌 자료는 그를 "신탁을 행하는 하늘 신"으로 묘사한다. 마르나스에 대한 간접적인 언급은 고르디아누스 3세(238-244 CE) 통치 시기의 로마 포르투스 비문에서 나타나는데, 이는 가자 시가 "선조 신의 지시에 따라" 이 통치자를 기렸다고 전한다.
마르나스는 4세기 학자이자 신학자인 예로니모의 여러 저작, 예를 들어 390년경에 쓰여진 그의 《성 일라리온의 생애》에서 언급되는데, 여기서 그는 마르나스 추종자들을 우상 숭배자이자 "하나님의 적"으로 비난한다. 마르나스 숭배에 대한 폭력적인 감정과 가자에 있는 그의 신전인 마르네이온의 파괴는 5세기 초 성인인 가자의 포르피리우스(Vita Porphyri)의 생애에 대한 집사 마르코의 기록에 묘사되어 있다. 마르나스 신전이 파괴된 후, 마르코는 아르카디우스 황제에게 그의 아내 아일리아 에우독시아를 통해 가자의 모든 이교 신전을 파괴해 달라는 요청을 했다. 테르프스트라는 이 기록의 역사성에 대한 직접적인 증거가 없다고 언급한다. 왜냐하면 포르피리우스는 다른 동시대 작가들에 의해 언급되지 않으며 비문에도 전혀 나타나지 않기 때문이다. 그러나 5세기 초에 마르나스 신전이 기독교 교회로 대체된 것은 분명해 보인다. 그러나 5세기 CE에 대다수의 가자 주민들은 기독교인이 아니었으며, 아마도 자신들의 도시의 수호신을 계속 숭배했을 것이다.

## 대중문화 속 다곤
다곤은 대중문화 작품에 많이 등장한다. 그러나 대부분은 1차 자료와 현대 연구보다는 성경 기록 및 관련 어신 추측에 의존한다.
주목할 만한 예시로는 존 밀턴의 서사시 《투사 삼손》과 《실낙원》, H. P. 러브크래프트의 《다곤》과 《인스머스에서 드리운 그림자》, 프레드 채플의 《다곤》, 조지 엘리엇의 《미들마치》, 말라키 마틴의 《왕들의 왕》이 있다.
또한, 멸종된 선사시대 부리돌고래 종인 다곤오둠은 다곤의 이름을 따서 명명되었다.

## 일반 및 인용 참고 자료
- Archi, Alfonso (1997). 《Studies in the Ebla Pantheon, II》. 《Orientalia》 66. 414–425쪽. ISSN 0030-5367. JSTOR 43078145.
- Archi, Alfonso (2002). 〈Formation of the West Hurrian Pantheon: The Case of Išḫara〉. 《Recent Developments in Hittite Archaeology and History》. Penn State University Press. 21–34쪽. doi:10.1515/9781575065267-003. ISBN 978-1-57506-526-7.
- Archi, Alfonso (2004). 《Translation of Gods: Kumarpi, Enlil, Dagan/NISABA, Ḫalki》. 《Orientalia》 73. 319–336쪽. ISSN 0030-5367. JSTOR 43078173.
- Archi, Alfonso (2010). 《Hadda of Halab and his Temple in the Ebla Period》. 《Iraq》 72. 3–17쪽. doi:10.1017/S0021088900000565. ISSN 0021-0889. JSTOR 20779017. S2CID 191962310.
- Archi, Alfonso (2013). 〈The West Hurrian Pantheon and Its Background〉.   Collins, B. J.; Michalowski, P. 《Beyond Hatti: a tribute to Gary Beckman》. Atlanta: Lockwood Press. ISBN 978-1-937040-11-6. OCLC 882106763.
- Archi, Alfonso (2015). 《Ebla and Its Archives》. De Gruyter. doi:10.1515/9781614517887. ISBN 978-1-61451-716-0.
- Ayali-Darshan, Noga (2013). 《Baal, Son of Dagan: In Search of Baal's Double Paternity》. 《Journal of the American Oriental Society》 133. 651쪽. doi:10.7817/jameroriesoci.133.4.0651. ISSN 0003-0279.
- Ayali-Darshan, Noga (2015). 《The Other Version of the Story of the Storm-god's Combat with the Sea in the Light of Egyptian, Ugaritic, and Hurro-Hittite Texts》. 《Journal of Ancient Near Eastern Religions》 15. 20–51쪽. doi:10.1163/15692124-12341268. ISSN 1569-2116.
- Black, Jeremy; Green, Anthony (1992). 《Gods, Demons and Symbols of Ancient Mesopotamia: An Illustrated Dictionary》. The British Museum Press. ISBN 978-0-7141-1705-8.
- Curtin, D.P. (2019년 1월 8일). 《The First Book of Ethiopian Maccabees: with additional commentary》. Dalcassian Publishing Company. ISBN 978-88-295-9233-3.
- Feliu, Lluís (1999). 《The lord of the offspring》. 《Aula orientalis: Revista de estudios del Próximo Oriente Antiguo》 17. 197–200쪽. ISSN 0212-5730.
- Feliu, Lluís (2003). 《The god Dagan in Bronze Age Syria》. Leiden Boston, MA: Brill. ISBN 90-04-13158-2. OCLC 52107444.
- Feliu, Lluís (2007). 〈Two brides for two gods. The case of Šala and Šalaš〉. 《He unfurrowed his brow and laughed》. Münster: Ugarit-Verlag. ISBN 978-3-934628-32-8. OCLC 191759910.
- Fontenrose, Joseph (1957). 《Dagon and El》. 《Oriens》 10. 277–279쪽. doi:10.2307/1579640. ISSN 0078-6527. JSTOR 1579640.
- Frantz-Szabó, Gabriella; Lambert, Wilfred G. (1980). 〈Išḫara〉. 《Reallexikon der Assyriologie》.
- George, Andrew R. (1992). 《Babylonian topographical texts》. Leuven: Departement Oriëntalistiek Peeters. ISBN 978-90-6831-410-6. OCLC 27918563.
- Güterbock, Hans Gustav (1983). 〈Kumarbi〉. 《Reallexikon der Assyriologie》.
- Hutter, Manfred (1996). 《Religionen in der Umwelt des Alten Testaments I》. Köln: Kohlhammer. ISBN 3-17-012041-7.
- Lambert, Wilfred G. (2013). 《Babylonian Creation Myths》. Winona Lake, Indiana: Eisenbrauns. ISBN 978-1-57506-861-9. OCLC 861537250.
- Montalbano, Frank J. (1951). 《Canaanite Dagan: Origin, Nature》. 《The Catholic Biblical Quarterly》 13. 381–397쪽. ISSN 0008-7912. JSTOR 43720336.
- Mussies, Gerard (1990). 〈Marnas God of Gaza〉.   Haase, Wolfgang. 《Aufstieg und Niedergang der römischen Welt (ANRW). Religion》. Berlin, Boston: De Gruyter. doi:10.1515/9783110877274-007. ISBN 978-3-11-087727-4.
- Nakata, Ichiro (1995). 《A Study of Women's Theophoric Personal Names in Old Babylonian Texts from Mari》. 《Orient》. 30and31. 234–253쪽. doi:10.5356/orient1960.30and31.234. ISSN 1884-1392.
- Nakata, Ichiro (2011). 《The god Itur-Mer in the middle Euphrates region during the Old Babylonian period》. 《Revue d'assyriologie et d'archéologie orientale》 105. 129쪽. doi:10.3917/assy.105.0129. ISSN 0373-6032. S2CID 194094468.
- Nowicki, Stefan (2016). 《Sargon of Akkade and his god》 (PDF). 《Acta Orientalia Academiae Scientiarum Hungaricae》 69. 63–82쪽. doi:10.1556/062.2016.69.1.4. ISSN 0001-6446.
- del Olmo Lete, Gregorio (2013). 〈2013-KTU 1.107: A miscellany of incantations against snakebite〉. 《Ritual, religion and reason: studies in the ancient world in honour of Paolo Xella》. Münster: Ugarit-Verlag. ISBN 978-3-86835-087-6. OCLC 849900282.
- Pongratz-Leisten, Beate (2011). 《Assyrian Royal Discourse Between Local and Imperial Traditions at the Hābūr》. 《Revue d'Assyriologie et d'archéologie orientale》 105. 109–128쪽. doi:10.3917/assy.105.0109. ISSN 0373-6032. JSTOR 42580243.
- Pongratz-Leisten, Beate (2012). 〈Comments on the Translatability of Divinity: Cultic and Theological Responses to the Presence of the Other in the Ancient near East〉.   Bonnet, Corinne. 《Les représentations des dieux des autres》. Caltanissetta: Sciascia. ISBN 978-88-8241-388-0. OCLC 850438175.
- Pritchard, James (1969). 《Ancient Near Eastern texts relating to the Old Testament》. Princeton, N.J: Princeton University Press. ISBN 978-0-691-03503-1. OCLC 382005.
- Sallaberger, Walther (2007). 〈From Urban Culture to Nomadism: A History of Upper Mesopotamia in the Late Third Millennium〉. 《Sociétés humaines et changement climatique à la fin du troisième millénaire: une crise a-t-elle eu lieu en haute Mésopotamie?: actes du colloque de Lyon, 5-8 décembre 2005》. Istanbul: Institut français d'études anatolienne Georges-Dumézil. ISBN 978-2-906053-94-6. OCLC 181359300.
- Schmökel, Hartmut (1928). 《Der Gott Dagan: Ursprung, Verbreitung und Wesen seines Kultes. Inaugural-Dissertation zur Erlangung der Doktorwürde der Hohen Philosophischen Fakultät der Ruprecht-Karls-Universität zu Heidelberg》 (독일어). Universitätsverlag von Robert Noske.
- Schmökel, Hartmut (1938). 〈Dagan〉. 《Reallexikon der Assyriologie》.
- Schwemer, Daniel (2007). 《The Storm-Gods of the Ancient Near East: Summary, Synthesis, Recent Studies Part I》 (PDF). 《Journal of Ancient Near Eastern Religions》 7. 121–168쪽. doi:10.1163/156921207783876404. ISSN 1569-2116.
- Schwemer, Daniel (2008). 《The Storm-Gods of the Ancient Near East: Summary, Synthesis, Recent Studies: Part II》 (PDF). 《Journal of Ancient Near Eastern Religions》 8. 1–44쪽. doi:10.1163/156921208786182428. ISSN 1569-2116. 2023년 1월 5일에 원본 문서 (PDF)에서 보존된 문서. 2025년 7월 16일에 확인함.
- Singer, Itamar (1992). 《Towards the image of Dagon, the god of the Philistines》. 《Syria》 69. 431–450쪽. doi:10.3406/syria.1992.7297. ISSN 0039-7946.
- van Soldt, Wilfred H. (2016). 〈Divinities in Personal Names at Ugarit, Ras Shamra〉. 《Etudes ougaritiques IV》. Paris Leuven Walpole MA: Editions recherche sur les civilisations, Peeters. ISBN 978-90-429-3439-9. OCLC 51010262.
- Steinkeller, Piotr (1982). 《The Mesopotamian God Kakka》. 《Journal of Near Eastern Studies》 41. 289–294쪽. doi:10.1086/372968. ISSN 0022-2968. JSTOR 544089. S2CID 161219123.
- Stone, Adam (2013). “Dagan (god)”. Ancient Mesopotamian Gods and Goddesses. 《Ancient Mesopotamian Gods and Goddesses》. Open Richly Annotated Cuneiform Corpus, UK Higher Education Academy. 2021년 10월 9일에 확인함.
- Taracha, Piotr (2009). 《Religions of Second Millennium Anatolia》. Harrassowitz. ISBN 978-3-447-05885-8.
- Terpstra, Taco (2019). 《Trade in the ancient Mediterranean: private order and public institutions》. Princeton, New Jersey Oxford: Princeton University Press. ISBN 978-0-691-17208-8. OCLC 1086610515.
- Tugendhaft, Aaron (2012). 《How to Become a Brother in the Bronze Age: An Inquiry into the Representation of Politics in Ugaritic Myth》. 《Fragments: Interdisciplinary Approaches to the Study of Ancient and Medieval Pasts》 2. ISSN 2161-8585.
- Wiggermann, Frans A. M. (1992). 《Mesopotamian protective spirits: the ritual texts》. Groningen: STYX & PP Publications. ISBN 978-90-72371-52-2. OCLC 27914917.
- Wilhelm, Gernot (1989). 《The Hurrians》. Warminster, England: Aris & Phillips. ISBN 978-0-85668-442-5. OCLC 21036268.
- Yamada, Masamichi (2011). 《The Zukru Festival and Its Preparatory Rituals in Emar VI 373》. 《Orient》 46. 141–160쪽. doi:10.5356/orient.46.141. ISSN 0473-3851.
- Zadok, Ran (1989). 《On the Onomastic Material from Emar》. 《Die Welt des Orients》. 20/21. 45–61쪽. ISSN 0043-2547. JSTOR 25683328.